# Laub (Band)
Laub ist ein deutsches Popduo, das 1996 in Berlin gegründet wurde. Mitglieder sind die Sängerin Antye Greie und der Gitarrist Jotka. Produktionen erschienen bei Kitty-Yo und AGF Producktion.

## Diskografie

### Singles
- 1997: Miniversum
- 2001: Mofa (Vinyl-Single von Laub & Schaffhäuser)
- 2002: Fileshaving

### Alben
- 1997: Kopflastig
- 1998: Phoneheadslastig
- 1999: Intuition
- 1999: Unter anderen Bedingungen als Liebe
- 2002: Filesharing
- 2007: Deinetwegen